# Acid deltic
Acidul deltic este un compus chimic ciclic nesaturat, cetonă si dublu enol al ciclopropenei. La temperatura camerei, este stabil, solid și de culoare albă, fiind solubil în eter dietilic, care se descompune la temperaturi cuprinse între 140 °C și 180 °C.